# 三都镇 (耒阳市)
三都镇，是中华人民共和国湖南省衡陽市耒阳市下辖的一个乡镇级行政单位。2015年11月18日，上架乡与三都镇成建制合并设立三都镇。

## 行政区划
三都镇下辖以下地区：
三都社区、乐里洞社区、圩冲村、南庄村、三都村、高灯村、板桥村、金池村、东冲村、东元村、大木村、早和田村、明冲村、马坑村、坪洲村、竹山村、高龙村、双红村、上山田村、泰山背村、银子冲村、石准村、干田洞村、洪塘村和水口冲村。